# قصه‌هایی برای خواب کودکان
قصّه‌هایی برای خواب کودکان مجموعه‌ای است از قصّه‌های کلاسیک و مدرن و واقعی و تخیلی مناسب کودکان خردسال، که ویژهٔ هر شب سال قصّه‌ای دارد.

## هدف
مؤسسهٔ پژوهشی کودکان دنیا از سال ۱۳۷۷ به منظور آشنایی کودکان خردسال ۳ الی ۶ سال با محیط پیرامونشان و ارزش‌ها و ارتباط‌ها و رشد فکری و کلامی و عاطفی و پرورش تخیل آن‌ها فعالیت خود را آغاز نمود و کوشید تا مجموعه قصّه‌هایی را از بین افسانه‌های ایرانی و ادب کهن و قصّه‌های ملل و کلاسیک کودکان و ترجمه و نگارش قصّه‌های جدید برای کودکان فراهم سازد.

## دستیابی
مؤسسه پژوهشی کودکان دنیا طی پنج سال هزاران قصّه را مطالعه و بررسی نمود و در نهایت ۳۶۶ قصّه را در قالب دوازده جلد آماده ساخت که هر جلد ویژهٔ یک ماه از سال است و دارای سی یا سی و یک قصّه می‌باشد.
در ارائه این مجموعه‌ها کوشش شده تا هر جلد با جلدهای قبل و بعد خود همخوانی داشته باشد و قصّه‌های با یکدیگر هماهنگ باشند و تعادل انواع قصّه‌ها در هر جلد رعایت شود.
مؤسسهٔ پژوهشی کودکان دنیا معتقد است که این مجموعه قصّه‌ها بیش از هر چیز گنجینه قصّه‌های صلح و دوستی است و والدین می‌توانند از طریق قصّه‌ها تفاهم، احترام به تفاوت‌ها، همزیستی و درک ملّت‌های دیگر را به فرزندان خود آموزش بدهند.

## دست‌اندرکاران
- تصویرگران: علی بوذری، گل محمد خداوردی، پژمان رحیمی زاده، سعید رضایی، عطیه سهرابی، مهسا طوسی، علی نامور
- زیر نظر: گیتا گرکانی، ناصر یوسفی
- شورای برنامه‌ریزی: هنگامه بازرگانی، پوپک جوان، فریبا داداشلو، مهسا صدیق، نسرین صدیق، گیتا گرکانی، مانا نثاری ثانی، ناصر یوسفی
- مدیر اجرایی: فریبا داداشلو
- ناشر: انتشارات پیدایش
- نویسندگان و مترجمان: مهراب ابراهیمی، ایراندخت اردیبهشتی، هنگامه بازرگانی، فریدون بدره‌ای، محمد رضا جعفری، غلامرضا جلالی نائینی، مینو دستور، دولت‌آبادی، مهین راد پور، نازی رامتین، شهین دخت ربیع‌زاده، فریدون رحیمی، آناهیتا رشیدی، آذر رضایی، نادر سرایی، ثریا سیدی، گیتی شیوا خواه، سهیلا صارمی، فضل‌الله صبحی، مهدخت صنعتی، شراره فتحی زاده، مرجان کشاورزی آزاد، شکور لطفی، مهری ماهونی، زیبا مستعدی، نوشین موسوی، سید حسین میر کاظمی، ژاله نبوی، فروزنده نعمت الهی، فردوس وزیری، نسیم وهابی . . .
- ویراستار: هنگامه بازرگانی[۶]

آهنگ لالایی نوای دلنشین، ساده و عامیانه است. آهنگ لالایی از ساختار منحصر به فردی تشکیل شده است که در کمترگونه ادبی می توان نمونه آن را یافت. این ساختار منحصربه فرد به این معناست که آهنگ لالایی هم شاعرانه هست و هم همراه با موسیقی. آهنگ لالایی ملایم و آرام است و غالباً با صدای مادر در کنار گهواره نوزاد خوانده می شود. از آهنگ لالایی در واقع برای شکایت وانتقاد استفاده می شود. به همین دلیل آهنگ لالایی سوزناک وغمناک نواخته می شود. 

### صدای مادر و آهنگ لالایی
زیباترین آهنگ و صدا برای کودک صدای مادر است. این موضوع را همه ما می دانیم. آرامشی که در طنین صدای مادر است به کودک حس امنیت و آرامشی را می دهد که نمی تواند برای آن چایگزینی پیدا کند. بنابراین بهترین آهنگ لالایی صدای دلنشین مادر است. بدین معنا که حتی زمانی که مادر با کودک خود صحبت می کند درواقع یک آهنگ لالایی زیبا را به گوش او می رساند. بنابراین بدون خواندن ، مادر تنها با نوازش و زمزمه کردن های عاشقانه می تواند یک آهنگ لالایی زیبا را به کودکش تقدیم کند.

## آهنگ لالایی از چه چیزی تشکیل شده است؟
آهنگ لالایی ازدو بخش تشکیل شده است. آهنگ و شعر. آهنگ لالایی به کودک منتقل می شود و شعر از آن مادر است. برای دلنشین و آرامش بخش بودن یک آهنگ لالایی نیاز به شعری فاخر نیست چون کودک معنای آن را نمی فهمد اما آهنگ لالایی را می فهمد و با آن آرام می گیرد. بنابراین آنچه در لالایی بیش از همه مهم است، آهنگ لالایی است زیرا کودک با آن ارتباط برقرار می کند.

## کاربرد اصلی لالایی
خواندن لالایی دراصل برای خواباندن کودکان است اما درعین خواباندن می تواند کاربردهای دیگری نیز داشته باشد. از مهم ترین کاربردهای خواندن لالایی، اثری است که آهنگ لالایی در آرام شدن کودک دارد. مادران لالایی را با لحنی عاطفی می‌خوانند واز این راه ، خود و کودکانشان را به آرامش می‌رسانند. آهنگ لالایی همواره یکی از بهترین و زیباترین شعرهای کودکانه است که بشر به خود دیده است. لالایی نخستین ارتباط کلامی و رابطه هم سخنی و آشنایی نوزاد با مادر محسوب می شود. وقتی که کودک صدای گرم و گیرا و نوازشگر مادر را می شنود ، دلش آرام می گیرد و با آن صدا که همراه با لالایی به گوشش می رسد، انس و الفت برقرار می کند. کودک با لالایی و آهنگ لالایی که از مادر دریافت می کند این توانایی را دارد که از میان هزاران صدای آشنا و ناآشنا، صدای دلنشین مادر خود را تشخیص دهد و این مهم ترین کاربرد لالایی است که قدرت تشخیص کودک را افزایش می دهد.